# Аксьонов Василь Павлович
Васи́ль Па́влович Аксьо́нов (20 серпня 1932, Казань — 6 липня 2009, Москва) — радянський, американський і російський письменник, сценарист, кінодраматург. Один із лідерів сповідальної радянської прози 1960-х років, де використовується міський молодіжний сленг. Належав до покоління шістдесятників.

## Біографія
Народився в сім'ї партійних працівників. 1937 було репресовано матір Євгенію Ґінзбурґ і батька Павла Аксьонова. 1938—1948 виховувався в дитячому будинку. Школу закінчив у Магадані, де його мати перебувала на поселенні.
1956 закінчив Ленінградський медичний інститут. Три роки працював лікарем. З 1960 року — професійний літератор.
Друкуватися почав 1959. Пік популярності його творів у СРСР припадає на другу половину 60-х років, коли твори Аксьонова публікуються в популярних молодіжних журналах та екранізуються на кіностудіях СРСР. Наприкінці 60-х — початку 70-х з завершенням «відлиги» починаються хвилі критичних публікацій, які негативно оцінюють творчість Аксьонова, як «чужу» і «не радянську».
Одночасно перестають друкуватися твори письменника в СРСР, але натомість починають видаватися у США. 1979 року Аксьонов з групою радянських літераторів-однодумців організував «самвидавівський» альманах «Метрополь», в якому було надруковано твори радянських літераторів, які були заборонені радянською цензурою. Цей альманах був виданий пізніше у США.
1980 року виїхав до США і був позбавлений радянського громадянства. До 2004 року жив і працював в США, викладав російську мову. Став професором декількох університетів США. 1990 року йому повертають радянське громадянство. 1980—1991 — активно працює на радіо «Свобода».
Останні роки життя мешкав з родиною у Франції та Москві. Помер у Москві 6 липня 2009 року після тривалої важкої хвороби.

## Початок літературної діяльности
З 1960 року Василь Аксьонов — професійний літератор. Повість «Колеги» (написана у 1959 році; однойменна п'єса спільно з Ю. Стабовим, 1961; однойменний фільм, 1962), романи «Зоряний квиток» (1961) (по ньому знятий фільм «Мій молодший брат», 1962), повість «Апельсини з Марокко» (1962), «Пора, мій друже, пора» (1963), збірки «Катапульта» (1964), « На півдорозі до Місяця» (1966), п'єса «Завжди у продажу» (постановка театру «Современник», 1965); у 1968 році опублікована сатирико-фантастична повість «Затоварена бочкотара».
У 1960-х роках твори Аксьонова часто друкуються в журналі «Юность». Протягом декількох років він є членом редколегії журналу. Пригодницька дилогія для дітей: «Мій дідусь — пам'ятник» (1970) і «Скринька, у якій щось стукає» (1972).
До історико-біографічного жанру належить повість про Л. Красіна «Любов до електрики» (1971). Експериментальний твір «Пошуки жанру» був написаний у 1972 році (перша публікація в журналі «Новый мир»; у підзаголовку, що вказує на жанр твору, також позначено «Пошуки жанру»).
Також 1972 спільно з О. Горчаковим і Г. Поженяном написав роман-пародію на шпигунський бойовик «Джин Грін — недоторканний» (рос. «Джин Грин — неприкасаемый: карьера агента ЦРУ GB № 014») під псевдонімом Гривадій Горпожакс (комбінація імен і прізвищ реальних авторів).

## Твори

### Проза
- 1959 — повість «Колеги» («Коллеги»), у 1960 опублікована у журналі «Юность» (СРСР)
- 1961 — роман «Зоряний квиток» («Звёздный билет»)
- 1963 — повість «Апельсини з Марокко» («Апельсины из Марокко»)
- 1964 — повість «Катапульта»
- 1964 — повість «Вже час, мій друже» («Пора, мой друг, пора»)
- 1965 — повість «Шкода, що вас не було з нами» («Жаль, что вас не было с нами»)
- 1968 — повість «Затоварена бочкотара» («Затоваренная бочкотара»)
- 1969 — повість «Любов до електрики» («Любовь к электричеству»)
- 1972 — експериментальний роман «Пошуки жанру» («В поисках жанра»)
- 1975 — автобіографічний роман «Опік» («Ожог»)
- 1979 — роман «Острів Крим» («Остров Крым»)
- 1987 — «У пошуках сумного бебі» («В поисках грустного бэби»)
- 1994 — роман-епопея «Московська сага» («Московская сага»)
- 1995 — збірка оповідань «Неґатив позитивного героя» («Негатив положительного героя»).
- 1998 — «Новий солодкозвучний стиль» («Новый сладостный стиль»)
- 2004 — роман «Вольтеріанці та вольтеріанки» («Вольтерьянцы и вольтерьянки») (премія «Русский Букер»)
- 2006 — роман «Москва Ква-Ква»
  - 2007  - " Рідкісні землі " (роман)
  - 2007  - « Таємнича пристрасть. Роман про шістдесятників », екранізація « Таємнича пристрасть », (2016)
  - 2008  - " Ленд-лізівські ". (Незакінчений роман)
  - 2009  - « Логове лева. Забуті оповідання » (оповідання)
  - 2014  - «Одне суцільне Карузо» (невидані оповідання, есе та щоденники)
  - 2015  - "Ловіть голубину пошту" (листи 1940-1990 рр.)

### П'єси
- 1965 — «Завжди у продажу» («Всегда в продаже»)
- 1966 — «Твій вбивця» («Твой убийца»)
- 1968 — «Чотири темпераменти» («Четыре темперамента»)

### Сценарії
- 1962 — «Коли розводять мости» («Когда разводят мосты»)
- 1962 — «Колеги» («Коллеги») — за мотивами однойменної повісті
- 1962 — «Мій молодший брат» («Мой младший брат») — за мотивами роману «Зоряний квиток»